# Томпсон, Хоуп
Хоуп Томпсон (англ. Hope Thompson) — канадский драматург и сценарист.

## Образование
Томпсон окончила Канадский киноцентр Нормана Джуисона.

## Карьера
Премьера первой пьесы Томпсон, «Грин», состоялась в 2004 году на фестивале Rhubarb! театральной компании Buddies in Bad Times. Премьера четырёх работ Томпсон, включая «Грин», состоялась на фестивале Rhubarb!. Премьера её пьесы «В ловушке!» состоялась на фестивале Rhubarb! 2014 под руководством Моргана Норвича.

## Произведения

### Пьесы
- Green (2004)[2]
- Hospital Green
- Tyrolia (2008)[4][5]
- She Walks the Line
- Stiff
- Trapped! (2014)[3]
- The Love Crimes of Frances Lark (2015)[6]
- Dead Money

## Фильмография

### Фильмы
| Год  | Работа                    | Роль                | Прим.           | Ссылка |
| ---- | ------------------------- | ------------------- | --------------- | ------ |
| 1995 | Crossing the Line         | сценарист           | короткометражка |        |
| 1997 | It Happened in the Stacks | сценарист           | короткометражка | [ 2 ]  |
| 1999 | Switch                    | сценарист, режиссёр | короткометражка |        |
| 2010 | Trailing Arbutus          | сценарист           | короткометражка |        |

### Телевидение
| Год     | Работа                   | Роль           | Прим. |
| ------- | ------------------------ | -------------- | ----- |
| 2018-19 | Baroness von Sketch Show | Стори-редактор |       |

## Личная жизнь
Томпсон училась в Университете Маунт-Эллисон и в Университете Британской Колумбии. С 2000 по 2003 год она жила в Питтсбурге со своей партнёршей Симоной Джонс.